# Роман в девяти письмах
«Рома́н в девяти́ пи́сьмах» — юмористический рассказ Фёдора Достоевского, в 1847 году в первом номере обновлённого журнала Николая Некрасова и Ивана Панаева «Современник».

## История создания
В октябре 1845 года Николай Некрасов задумал выпускать юмористический альманах «Зубоскал», в редакцию которого помимо него должны были войти Дмитрий Григорович и Фёдор Достоевский. Из писем Достоевского к брату Михаилу следует, что в октябре—ноябре 1845 года писатель был увлечён идеей издания альманаха. В одиннадцатом номере журнала «Отечественные записки» даже было опубликовано объявление его авторства об издании нового журнала.
Сначала Достоевский планировал написать для нового альманаха «Записки лакея о своем барине». Но в письме от 16 ноября Достоевский рассказывает брату, что в первой половине ноября ему пришла в голову идея «Романа в девяти письмах». Замысел рассказа возник во время посещения Николая Некрасова, после которого, вернувшись домой, Достоевский за ночь написал «роман» размером в половину печатного листа. Уже утром следующего дня писатель получил за него от Некрасова 125 рублей ассигнациями, а вечером того же дня произведение с успехом читалось у Тургенева. Из того же письма следует, что первый номер «Зубоскала», в котором планировалось напечатать рассказ, должен был выйти до первого декабря. По цензурным причинам задуманный альманах не состоялся, поэтому публикация рассказа была перенесена в «Современник».
Выбор формы рассказа был предопределён успехом написанного незадолго до этого первого романа писателя — «Бедные люди». Споры вокруг «Бедных людей» среди публики и критиков объясняют желание писателя при помощи нового юмористического произведения показать диаметрально противоположные художественные возможности жанра романа в письмах. Название рассказа содержит аллюзии на произведения литературы 1830—1840-х годов: «Роман в письмах» Николая Некрасова, «Роман в семи письмах» Александра Бестужева-Марлинского. Рассказ продолжает исследование «физиологии Петербурга» в рамках попыток натуральной школы представить читателю социально важное чтение.
Цензура одобрила рассказ 30 декабря 1846 года. Впервые был опубликован в 1847 году в первом номере журнала Николая Некрасова и Ивана Панаева «Современник». В собрание сочинений впервые попал во второй том издания 1882 года.

## Сюжет
«Милостивый государь и драгоценнейший друг, Иван Петрович! Вот уже третий день, как я, можно сказать, гоняюсь за вами, драгоценнейший друг мой, имея переговорить о наинужнейшем деле, и нигде не встречаю вас».

«Милостивый государь, Пётр Иваныч! Получаю вчера письмо ваше, читаю и недоумеваю. Ищете меня бог знает в каких местах, а я просто был дома».
Пётр Иванович и Иван Петрович обмениваются между собой письмами, в которых договариваются встретиться и обсудить некое важное дело, однако встреча так и не происходит. Несмотря на формальное соблюдение этикета в переписке, они нещадно бранят друг друга. Пётр Иванович пишет, что три дня ищет Ивана Петровича на балах, в театрах и у знакомых. Сообщает, что им нужно объясниться и приглашает вечером к себе. Кроме того укоряет Ивана Петровича за то, что тот рекомендовал ему Евгения Николаевича. В ответ Иван Петрович пишет, что был дома, приезжает вечером и утром следующего дня к Петру Ивановичу, но не застает того дома. Отказать Евгению Николаевичу предлагает самому. Пётр Иванович оправдывается тем, что был у тётушки, которой было очень плохо. Сообщает, что после этого пытался найти Ивана Петровича у него дома, но застал там только Евгения Николаевича. Обещает вечером ждать Ивана Петровича у общих знакомых.
Иван Петрович отвечает, что напрасно прождал у знакомых и пишет свое письмо из дома Петра Ивановича, где пытался найти его. Обвиняет Петра Ивановича в том, что тот специально избегает встречи, так как брал у Ивана Петровича без расписки деньги, а Иван Петрович собрался уезжать в Симбирск. Пётр Иванович оправдывается тем, что у него умерла тётушка, и он был вынужден стать распорядителем на похоронах. При этом отмечает, что деньги брал не в долг, а на определённых условиях. Иван Петрович пишет, что выждал три дня после этого, в течение которых, однако, навёл справки и убедился, что Пётр Иванович обманывал его в отношении времени, когда болела и умерла тётушка. Иван Петрович решительно обвиняет Петра Ивановича в пустословии, обмане, воровстве письма, в котором упоминались условия их договора, уклонении от личной встречи и клевете на Евгения Николаевича. В ответ Пётр Иванович требует больше к нему не приходить. Иван Петрович сообщает, что он уезжает в Симбирск и ноги его не будет в доме Петра Ивановича.
Кроме этого Пётр Иванович находит письмо от своей жены к Евгению Николаевичу, в котором она приглашала его к себе домой, пока Пётр Иванович отсутствовал. Иван Петрович тоже находит письмо от своей жены к Евгению Николаевичу, в котором она прощается и просит не забывать её. Пётр Иванович пишет Ивану Петровичу, что Евгений Николаевич тоже едет в Симбирск, и предлагает его в попутчики. В конце рассказа выясняется, что человек, из-за которого, в частности, ссорились Пётр Иванович и Иван Петрович, является любовником жён обоих этих господ.

## Персонажи
Главные герои рассказа — два господина с «зеркальными» именами — Пётр Иванович и Иван Петрович. Достоевский отталкивался от образов гоголевской «Тяжбы» и «Игроков»: в центре рассказа перипетии двух шулеров, чьё сходство подчёркивается схожестью имён, восходящей к гоголевским именам Иван Иванович и Иван Никифорович, Кифа Мокиевич и Мокий Кифович.
В конце рассказа возникает образ чистой, обманутой девушки — жены Ивана Петровича, Татьяны Петровны, резко противопоставленный прочим персонажам. Финальный трагический образ вносит в юмористический рассказ некоторую скорбную ноту, тем самым обозначая его связь с предшествующими произведениями автора.

## Отзывы и рецензии
Ещё 16 ноября 1845 года задолго до публикации Достоевский в письме к брату Михаилу описывает реакцию на прочитанный рассказ: «Вечером у Тургенева читался мой роман во всём нашем круге, то есть между 20 челов. по крайней мере и произвёл фурор… Белинский сказал, что он теперь уверен во мне совершенно, ибо я могу браться за совершенно различные элементы… Белинский говорит, что я профанирую себя, помещая статьи в „Зубоскале“».
После публикации рассказа в начале 1847 года мнение Белинского и других членов его кружка резко изменилось. С разочарованием критик писал Тургеневу: «Достоевского переписка шулеров, к удивлению моему, мне просто не понравилась — насилу дочёл. Это общее впечатление». Единственным печатным отзывом на опубликованный рассказ стало мнение Аполлона Григорьева в «Обозрении журнальных явлений»: «Из произведений этой школы (Гоголя) обращает внимание прекрасный рассказ Достоевского — „Роман в девяти письмах“».
Исследователь творчества Достоевского Кэнноскэ Накамура отметил, что именно это небольшое произведение лучше всего свидетельствует о том, что Достоевский умел и посмеяться.